# 6 Songs (Overkill)
6 Songs è un EP del gruppo musicale statunitense Overkill, pubblicato nel 2012.

## Il disco
Contiene i due singoli anticipatori all'album The Electric Age e, inoltre, alcune tracce suonate dal vivo nel 2011.

## Tracce
1. Electric Rattlesnake – 6:20
2. Wish You Were Dead – 4:19
3. Give a Little (Live @ Rock Hard Festival 2011) – 5:09
4. Bring Me the Night (Live @ Rock Hard Festival 2011) – 5:18
5. Death Rider (Live @ Rock Hard Festival 2011) – 3:57
6. The Beast Within (Live @ Rock Hard Festival 2011) – 4:21

## Formazione
- D.D. Verni - basso, cori
- Ron Lipnicki - batteria
- Derek "The Skull" Tailer - chitarra ritmica, cori (tracce 3-6)
- Dave Linsk - chitarra solista, cori
- Bobby "Blitz" Ellsworth - voce